# Юнець
Ю́нець (болг. Юнец) — село у Варненській області Болгарії. Входить до складу общини Долішній Чифлик.

## Населення
За даними перепису населення 2011 року у селі проживали 52 особи.
Національний склад населення села:
| Національність   | Кількість осіб | Відсоток |
| ---------------- | -------------- | -------- |
| болгари          | 38             | 79,2%    |
| турки            | 5              | 10,4%    |
| не визначились   | 0              | 0%       |
| Всього відповіли | 48             |          |

Розподіл населення за віком у 2011 році:
Динаміка населення: